# Ben 10 Alien Force: Vilgax Attacks
Ben 10 Alien Force: Vilgax Attacks è il terzo gioco della serie di videogiochi dedicata alla serie televisiva animata Ben 10 e il secondo gioco basato sulla serie Ben 10 - Forza aliena. È stato pubblicato il 27 ottobre 2009 in Nord America e il 12 febbraio 2010 in Europa. Il gioco ha ricevuto generalmente buone recensioni dai critici.

## Trama
La storia inizia con Vilgax che invade la Terra con un gigantesco Proiettore del Vuoto Totale. Le forze combinate dei prigionieri del Vuoto Totale e dell'esercito di Vilgax sono troppo per Ben, Kevin e Gwen e, per complicare ulteriormente le cose, alcune delle forme aliene di Ben diventano impossibili da selezionare per troppe trasformazioni veloci. Per aiutarli a salvare la Terra, Paradox spedisce il trio indietro nel tempo per impedire a Vilgax di impossessarsi di una fonte di energia per il suo Proiettore del Vuoto Totale. Con l'aiuto di Nonno Max e di Nave, la squadra viaggia attraverso la galassia per vanificare il piano malvagio di Vilgax prima che lui possa raccoglierne i frutti.

## Personaggi
Durante l'impresa di Ben di ostacolare Vilgax, l'eroe incontrerà molti nemici vecchi e nuovi, come Sifone, i Fratelli Vreedle, Incantatrice, Darkstar, Zs'Skayr, Albedo ed il Dr Animus, tutti in attesa di poter ottenere la loro vendetta nei confronti di Ben. Ma Ben potrà contare anche sull'aiuto dei suoi amici, tra cui Nonno Max, Paradox, Cooper, Nave, Nonna Verdona ed Azmuth, che gli daranno una mano a salvare la Terra e la Galassia.